# TJ Řepiště
TJ Řepiště je český fotbalový klub z obce Řepiště v okrese Frýdek-Místek. Od sezóny 2025/26 hraje okresní přebor okresu Frýdek-Místek (8. nejvyšší soutěž).
Své domácí zápasy odehrává na stadionu TJ Řepiště na Sportovní ulici.

## Umístění v jednotlivých sezonách
Stručný přehled
- 2016–2018: I. B třída Moravskoslezského kraje – sk. C
- 2018–2020: I. B třída Moravskoslezského kraje – sk. B
- 2020–2021: I. B třída Moravskoslezského kraje – sk. C
- 2021–2022: I.A třída Moravskoslezského kraje
- 2022–2023: Přebor Moravskoslezského kraje
- 2023–2025: Divize F
- 2025–dosud: okresní přebor okresu Frýdek-Místek (8. liga) – sk. A

Jednotlivé ročníky
Zdroj:  
Legenda: Z - zápasy, V - výhry, R - remízy, P - porážky, VG - vstřelené góly, OG - obdržené góly, +/- - rozdíl skóre, B - body, červené podbarvení - sestup, zelené podbarvení - postup, fialové podbarvení - reorganizace, změna skupiny či soutěže
| Česko (1993 – ) |                                            |        |    |    |   |    |    |    |     |    |        |
| Sezóny          | Liga                                       | Úroveň | Z  | V  | R | P  | VG | OG | +/- | B  | Pozice |
| 2016/17         | I. B třída Moravskoslezského kraje – sk. C | 7      | 26 | 14 | 2 | 10 | 52 | 55 | -3  | 44 | 3.     |
| 2017/18         | I. B třída Moravskoslezského kraje – sk. C | 7      | 24 | 8  | 7 | 9  | 57 | 56 | +1  | 31 | 7.     |
| 2018/19         | I. B třída Moravskoslezského kraje – sk. B | 7      | 26 | 10 | 4 | 12 | 44 | 53 | -9  | 34 | 10.    |
| 2019/20         | I. B třída Moravskoslezského kraje – sk. B | 7      | 13 | 7  | 2 | 4  | 36 | 31 | +5  | 23 | 5.     |
| 2020/21         | I. B třída Moravskoslezského kraje – sk. C | 7      | 8  | 7  | 1 | 0  | 46 | 10 | +36 | 22 | 1.     |
| 2021/22         | I.A třída Moravskoslezského kraje – sk. B  | 6      | 24 | 19 | 3 | 2  | 78 | 29 | +49 | 60 | 1.     |
| 2022/23         | Přebor Moravskoslezského kraje             | 5      | 30 | 22 | 2 | 6  | 73 | 32 | +41 | 68 | 1.     |
| 2023/24         | Divize F                                   | 4      | 30 | 9  | 4 | 17 | 45 | 59 | -14 | 31 | 13.    |
| 2024/25         | Divize F                                   | 4      | 30 | 6  | 4 | 20 | 30 | 92 | -62 | 2  | 14.    |
| 2025/26         | Okresní přebor Frýdeckomístecka – sk. A    | 8      | 28 |    |   |    |    |    |     | 0  | 0.     |

## Zajímavosti
Tým TJ Řepiště kvůli vnitřním neshodám v klubu a nenastoupení hráčů A-týmu k zápasu 1. kola MOL Cupu 2023/24 utrpělo nejvyšší porážku v českém fotbalovém poháru od roku 1993, kdy s týmem 1. SK Prostějov prohrál 0:26 (0:12).